# Can Sauleda (Sant Antoni de Vilamajor)
Can Sauleda és un conjunt d'edificis de Sant Antoni de Vilamajor (Vallès Oriental) protegits com a Bé Cultural d'Interès Local.

## Descripció
Conjunt d'edificacions d'origen rural envoltada per un barri del qual destaquen els elements de maó a la portada principal. Consta de diferents volums de façanes amb finestres de mida petita alguns d'elles emmarcades per elements de pedra.
En destaca la torratxa de planta rectangular fruit d'una intervenció noucentista de la que s'ha de ressaltar el remat (una planta oberta amb una sèrie d'obertures d'arc de mig punt i la teulada a quatre vessants amb un interessant ràfec) i les obertures a mitja alçada amb ornamentacions de maó vist.